# إريثروميسين
الإريثروميسين (بالإنجليزية: Erythromycin)‏ هو مضاد حيوي من نوع الماكروليد. يمتلك هذا المضادّ الحيوي نطاق تأثير بكتيري مشابه أو أوسع قليلا من طيف البنسلين.حيث يقتل الميكروبات عن طريق منع استمرار تكوين البروتين لدى الخلية المسببة للمرض.